# Андреевка (Александровский сельский совет)
Андре́евка (укр. Андріївка) — село Старобешевского района Донецкой области на Украине. Находится под контролем самопровозглашённой Донецкой Народной Республики.

## География
В Донецкой области имеется ещё 8 одноимённых населённых пунктов, в том числе ещё одно село Андреевка  в том же Старобешевском районе (Новозарьевского сельского совета); село Андреевка и пгт. Андреевка в соседнем Волновахском районе, посёлок Андреевка в составе города Снежного.

#### Соседние населённые пункты по странам света
СЗ: Бирюки, город Моспино
З: Вербовая Балка, Кирово
ЮЗ: Светлое, Александровка
ЮЮЗ: Чумаки, Горбатенко
С: —
СВ: Михайловка (примыкает), Новодворское, Агрономичное, Многополье
В: Червоносельское
ЮВ: Володарского, Осыково

## Население
Население по переписи 2001 года составляло 6 человек.

## Общие сведения
Код КОАТУУ — 1424580502. Почтовый индекс — 87250. Телефонный код — 6253.

## Адрес местного совета
87232, Донецкая область, Старобешевский р-н, с. Александровка, ул. Мира, 30в